# Reino de Aragão

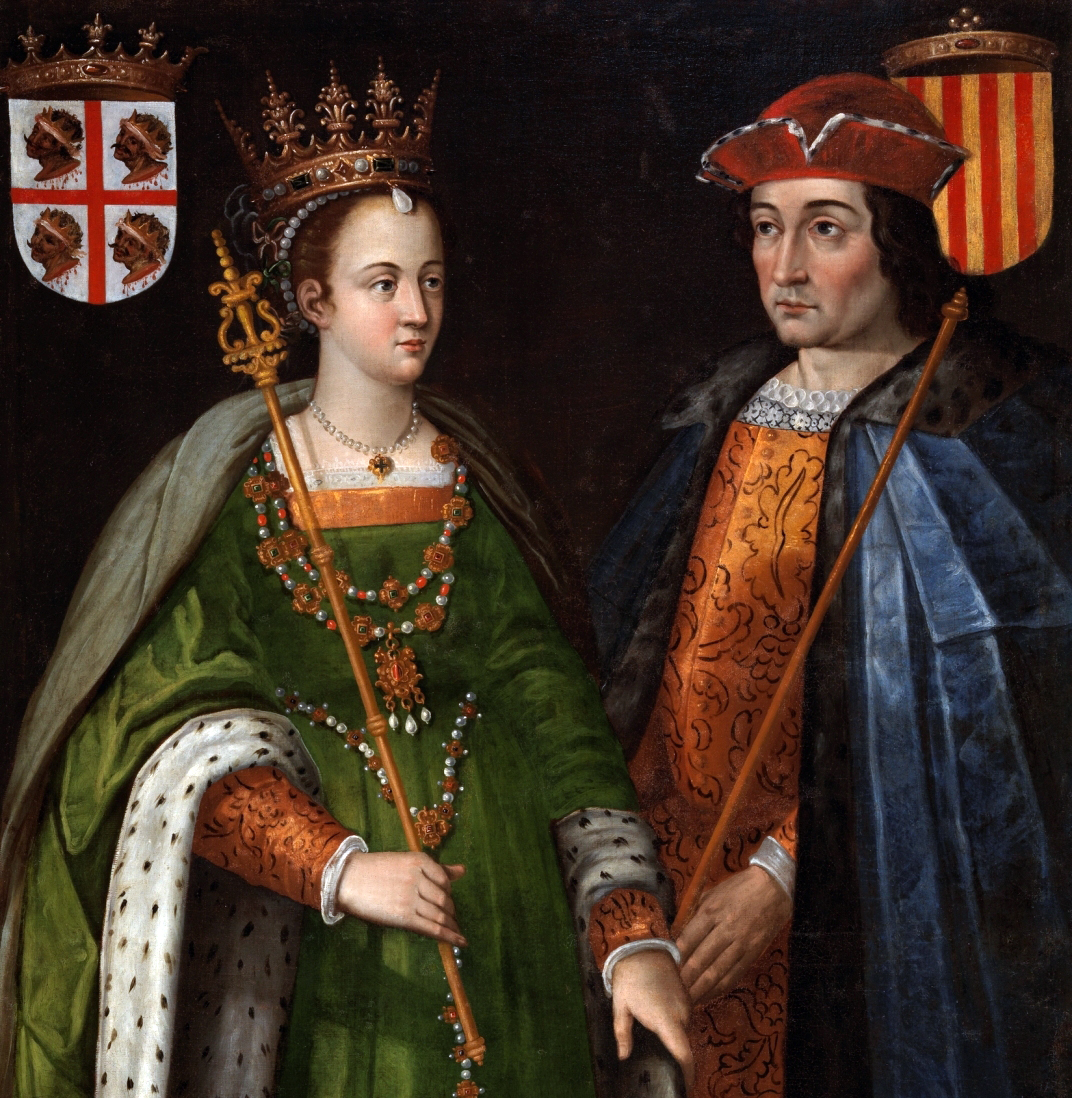
Petronila de Aragão, e Raimundo Berengário IV de Barcelona numa pintura do século XII. À esquerda pode ver-se a, brasão heráldico do Reino de Aragão, e à direita o brasão do conde de Barcelona

O Reino de Aragão (em aragonês: Reino d'Aragón) foi um dos reinos cristãos que nasceram na Península Ibérica durante a Reconquista. Era, inicialmente, um condado dos Francos que foi posteriormente anexado ao Reino de Pamplona (mais tarde designado Reino de Navarra), em 925. Foi herdado por Ramiro Sánchez pela repartição dos territórios de Sancho Garcês III de Pamplona pelos seus filhos, antes de morrer. Separou-se de Navarra em 1035, dando origem ao reino através da união dos condados de Aragão, Sobrarbe e Ribagorza sob o comando de Ramiro Sánchez. Expandiu-se para o sul, conquistando Saragoça em 1118. Possuía cortes próprias. 

## Coroa de Aragão
Em Agosto de 1137 o rei Ramiro II de Aragão entrega a sua filha Petronila, com cerca de um ano de idade a Raimundo Berengário IV, conde de Barcelona, com um contrato indicando o seguinte:
| “ | Eu, Ramiro, Rei de Aragão, dou-te a ti, Raimundo Berengário, Conde de Barcelona e Marquês, a minha filha para tua mulher, juntamente com todo o Reino de Aragão, integralmente (...)". | ” |

Com este ato juntam-se dinasticamente o Reino de Aragão e os diversos territórios administrados pelo conde de Barcelona, sumamente apelidados de Condado de Barcelona. A dinastia da Casa de Barcelona, fundada por Raimundo neste ato, será consolidada pelo filho do casamento com Petronila. A Casa de Barcelona reinará até maio de 1410, aquando da morte de Martim I sem descendência.
O último rei aragonês da Coroa de Aragão foi Fernando II, que reinou de 1479 a 1516. Mediante seu casamento com Isabel de Castela, unificou os reinos de Aragão e Castela em forma de confederação, no que se passou a chamar Monarquia Espanhola. Fernando e Isabel, conhecidos como os Reis Católicos tiveram papel importante na história das conquistas espanholas na América por terem financiado a primeira viagem de Cristóvão Colombo em que, viajando para o oeste, resultou na descoberta das Américas.
Os domínios da Coroa de Aragão mantiveram-se soberanos, com fronteiras estabelecidas e instituições de autogoverno próprias até 1707, quando Felipe IV (V de Castela), depois da Guerra da Sucessão aprovou os Decretos do Novo Plano; a partir daí, a Coroa de Aragão passou definitivamente a fazer parte do Reino de Espanha. O antigo reino corresponde atualmente à atual comunidade autónoma de Aragão. Os estados da antiga Coroa integram hoje as comunidades autónomas de Aragão, Baleares, Catalunha e Valência.